# Maxim Michailowitsch Beresin
Maxim Michailowitsch Beresin (russisch Максим Михайлович Березин; * 29. Januar 1991 in Ischewsk, Russische SFSR) ist ein russischer Eishockeyspieler, der seit Mai 2019 bei Awtomobilist Jekaterinburg in der Kontinentalen Hockey-Liga unter Vertrag steht. 

## Karriere
Maxim Beresin begann seine Karriere als Eishockeyspieler in der Nachwuchsabteilung von Neftechimik Nischnekamsk, für dessen zweite Mannschaft er in der Saison 2007/08 in der drittklassigen Perwaja Liga aktiv war. Anschließend wechselte der Verteidiger für ein Jahr zu Neftjanik Leninogorsk in die zweitklassigen Wysschaja Liga. Die Spielzeit beendete er schließlich beim schwedischen Verein Mora IK, für dessen U18- und U20-Junioren er je ein Spiel absolvierte. 
Zur Saison 2009/10 kehrte Beresin zu Neftechimik Nischnekamsk zurück, für dessen Profimannschaft er sein Debüt in der Kontinentalen Hockey-Liga gab. In seinem Rookiejahr blieb der Linksschütze in insgesamt 14 Spielen punktlos und erhielt zwölf Strafminuten. Die gesamte restliche Zeit verbrachte er in der Juniorenmannschaft von Neftechimik, für die er in der multinationalen Nachwuchsliga Molodjoschnaja Chokkeinaja Liga in 50 Spielen 36 Scorerpunkte erzielte, davon sechs Tore. Die folgende Spielzeit begann der Junioren-Nationalspieler erneut parallel in Neftechimiks Profiteam in der KHL und dessen Juniorenmannschaft in der MHL, wobei er deutlich häufiger im KHL-Kader stand als in der Vorsaison.
Ab 2012 lief er ausschließlich für das Profiteam von Neftechimik auf. Nach mehr als zehn Jahren im Verein verließ Beresin Neftechimik im Frühsommer 2017 und wechselte innerhalb der KHL zum HK Awangard Omsk. Dort stand er zwei Jahre unter Vertrag, ehe er im Mai 2019 von Awtomobilist Jekaterinburg verpflichtet wurde.

### International
Für Russland nahm Beresin an der U20-Junioren-Weltmeisterschaft 2011 teil, bei der er mit seiner Mannschaft die Goldmedaille gewann. Zum Titelgewinn trug er mit drei Torvorlagen in sieben Spielen bei.

## Erfolge und Auszeichnungen
- 2011 Goldmedaille bei der U20-Junioren-Weltmeisterschaft

## KHL-Statistik
(Stand: Ende der Saison 2018/19)